# Seututie 280
Pour les articles homonymes, voir Route 280.
La route régionale 280 (finnois : Seututie 280) est une route régionale allant de Lohja à Somero en Finlande.

## Description
La route régionale 280 s'écarte de la route régionale 110 Turku-Helsinki à Pusula et rejoint la route principale 52 près du centre de Somero.
La route traverse les territoires des municipalités de Lohja et Somero et traverse également les territoires des anciennes municipalités de Nummi-Pusula, Nummi, Pusula et de Somerniemi.

## Parcours
- Lohja
- Somerniemi
- Somero